# Los reyes del mundo

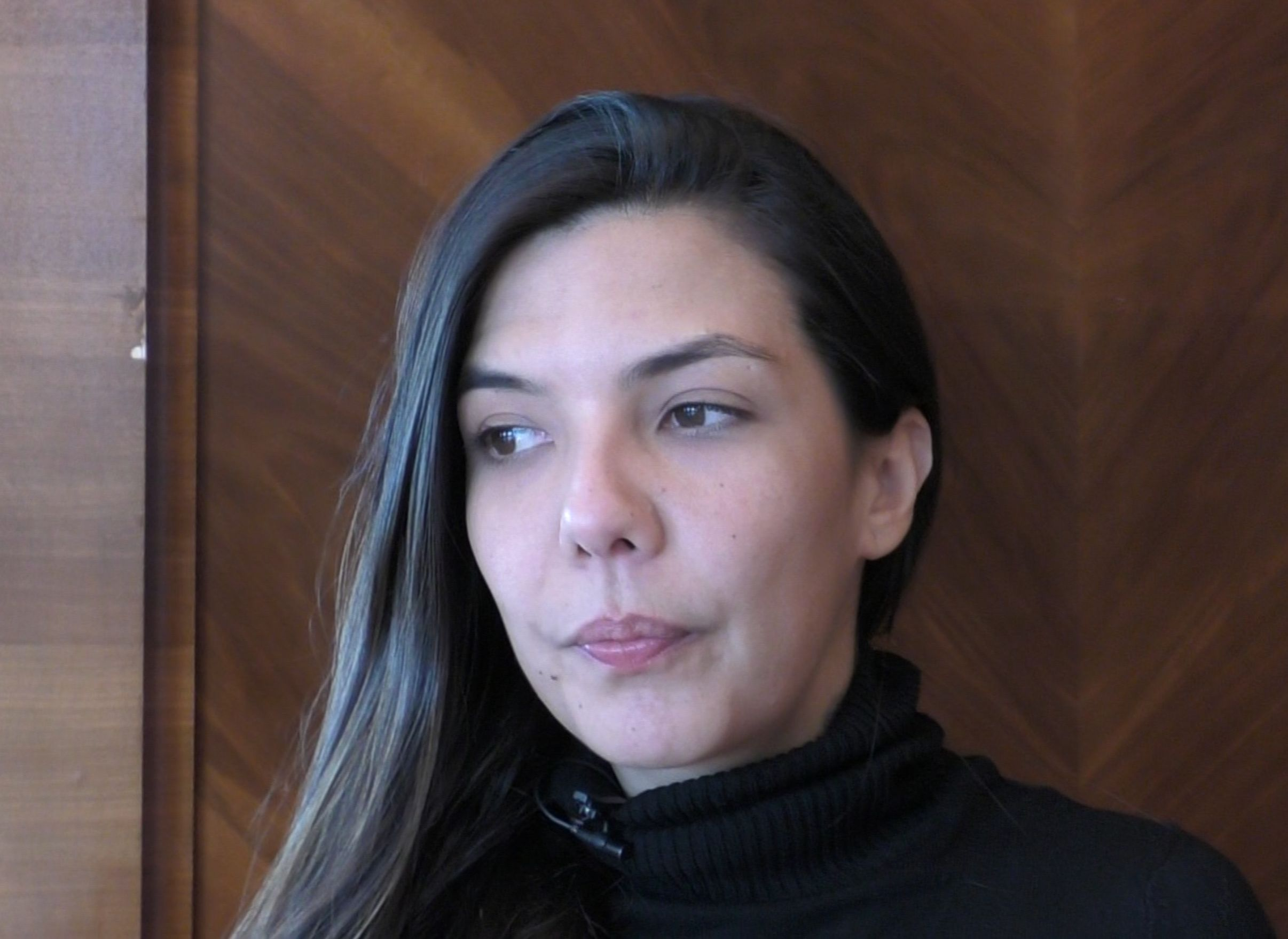
Laura Ortega (2017)

Los reyes del mundo (conocida internacionalmente: The Kings of the World) es una película de carretera dramática de 2022 dirigida por Laura Mora. Ambientado en Medellín, el drama trata sobre cinco adolescentes amigos que viven en las calles. Como resultado, abandonan una ciudad colombiana para comenzar de nuevo en el campo.
La coproducción entre Colombia, Luxemburgo, Francia, México y Noruega se estrenó en septiembre de 2022 en el Festival Internacional de Cine de San Sebastián donde obtuvo la Concha de Oro a la mejor película.Fue, además, la ganadora de la categoría de Mejor película (Mejor largometraje de ficción) en los Premios Macondo de 2023.

## Sinopsis
Rá, Culebro, Sere, Winny y Nano viven en las calles de Medellín. Los cinco niños ya no tienen ningún contacto con sus familias. Forman una especie de clan fraternal en el que tienen que abrirse camino en un mundo paralelo sin leyes. Al hacerlo, defienden ideales como la amistad y la dignidad, pero también muestran desobediencia y resistencia. En un peligroso viaje entre el delirio y la nada, el grupo abandona la ciudad y se adentra en las profundidades del interior colombiano. Allí esperan encontrar un terreno que Rá heredó de su difunta abuela. Como miles de otros colombianos, una vez fue expulsada violentamente por los paramilitares. Después de su muerte, Rá recibió la "tierra prometida" a través de un programa de restitución del gobierno. Los muchachos hacen amistades que los ayudan a avanzar pero también les advierten de los peligros de su empresa. También conocen a trabajadoras sexuales que les brindan atención materna a corto plazo.

## Recepción
Los reyes del mundo se estrenó el 21 de abril y en septiembre de 2022 en el Festival Internacional de Cine de San Sebastián . El trabajo se proyectó previamente en el Festival de Cine de Toronto, donde se presentó a los distribuidores internacionales junto con otras diez películas aclamadas por la crítica. Siguieron otras invitaciones en los programas de los festivales de cine de Zúrich (septiembre) y Chicago (octubre).
Bteam Pictures distribuirá en los cines de España .

### Reseñas
Cristóbal Soage (Cineuropa) elogió la película como una "obra extraordinaria" y a la directora Mora "como uno de los mayores talentos del panorama cinematográfico latinoamericano moderno", así como a los jóvenes actores del mismo nombre. Es "una historia alucinógena tan cruel y dolorosa como fascinante". También se mostró entusiasmado con el trabajo de cámara de David Gallego, que captura "la belleza conmovedora de la selva colombiana [...] en todo su esplendor". Soage describió las escenas entre los chicos y las trabajadoras sexuales como "particularmente conmovedoras". "Al final, sentimos que hemos sido testigos de una obra importante, un retrato de un tiempo y un lugar tan exhaustivo y preciso como poético y conmovedor", dice el crítico.
Guy Lodge (Variety)  vio un "drama crudo y poco convencional sobre la mayoría de edad" que trasciende el sentimentalismo que tiende a dominar el género "con una energía delirante, incluso surrealista en su historia de cinco niños de la calle de Medellín".

## Premios
Por Los reyes del mundo, Laura Mora ganó el Gran Premio del Festival de Cine de San Sebastián en su primera participación en la competencia Concha de Oro, así como el Premio Feroz Zinemaldia y el Premio SIGNIS de la Asociación Católica Mundial para la Comunicación. Ha sido invitada también a los concursos internacionales de largometrajes de los festivales de Zúrich y Chicago..
En Colombia, fue la gran ganadora de la 11.ª edición de los Premios Macondo, liderando en seis categorías, incluyendo Mejor película (mejor largometraje de ficción) y Mejor dirección.